# Браунстаун (Іллінойс)
Браунстаун (англ. Brownstown) — селище (англ. village) в США, в окрузі Фаєтт штату Іллінойс. Населення — 690 осіб (2020).

## Географія
Браунстаун розташований за координатами 38°59′40″ пн. ш. 88°57′19″ зх. д. / 38.99444° пн. ш. 88.95528° зх. д. (38.994330, -88.955284).  За даними Бюро перепису населення США в 2010 році селище мало площу 2,01 км², уся площа — суходіл.

## Демографія
Згідно з переписом 2010 року, у селищі мешкало 759 осіб у 291 домогосподарстві у складі 200 родин. Густота населення становила 378 осіб/км².  Було 320 помешкань (160/км²).
Расовий склад населення:
| - 98,6 % — білих - 0,3 % — корінних американців |

До двох чи більше рас належало 0,8 %. Частка іспаномовних становила 1,2 % від усіх жителів.
За віковим діапазоном населення розподілялося таким чином: 27,3 % — особи молодші 18 років, 57,4 % — особи у віці 18—64 років, 15,3 % — особи у віці 65 років та старші. Медіана віку мешканця становила 33,1 року. На 100 осіб жіночої статі у селищі припадало 81,6 чоловіків;  на 100 жінок у віці від 18 років та старших — 82,8 чоловіків також старших 18 років.
Середній дохід на одне домашнє господарство  становив 47 403 долари США (медіана — 45 625), а середній дохід на одну сім'ю — 49 139 доларів (медіана — 50 938). Медіана доходів становила 49 583 долари для чоловіків та 25 694 долари для жінок. За межею бідності перебувало 23,3 % осіб, у тому числі 36,1 % дітей у віці до 18 років та 1,8 % осіб у віці 65 років та старших.
Цивільне працевлаштоване населення становило 308 осіб. Основні галузі зайнятості: освіта, охорона здоров'я та соціальна допомога — 33,1 %, виробництво — 17,9 %, мистецтво, розваги та відпочинок — 9,7 %, публічна адміністрація — 6,2 %.